# Monomania
Em psiquiatria, monomania (do grego monos, "um", e mania, "loucura" ou "frenesi") é um tipo de paranóia na qual o paciente tem uma única ideia ou tipo de ideias. A monomania emocional é aquela na qual o paciente é obcecado por uma única emoção ou por várias relacionadas a uma só; a monomania intelectual é aquela relacionada a um único tipo de ideia(s) delirante(s).
No uso coloquial, a expressão monomania é frequentemente ligada a uma subcultura que o público em geral considera esotérica. Todavia, as diferenças entre monomania e paixão podem ser muito sutis e dificultar seu reconhecimento.

## Monomania na literatura
Em Crime e Castigo, de Fyodor Dostoevsky, afamado novelista russo do século XIX, o personagem principal, Raskolnikov, é descrito como monomaníaco em várias ocasiões.
Em Moby Dick de Herman Melville (1851), o capitão Ahab é um monomaníaco, algo demonstrado por sua caçada implacável à baleia branca.
Em Wuthering Heights, da escritora britânica Emily Brontë, o personagem Heathcliff possui monomania, o que pode ser descrito nos capítulos finais quando o último passa dias sem comer e sem desejar nenhum contato social, devido à alunição de Catherine Earnshaw.
No conto "Berenice", Edgar Allan Poe traz um protagonista declaradamente afetado pela monomania.